# Tô Du
Tô Du (giản thể: 苏愉; phồn thể: 蘇愉; bính âm: Su Yu; ? – 270/271), tự Hưu Dự (休豫), là quan viên Tào Ngụy và Tây Tấn thời Tam Quốc trong lịch sử Trung Quốc.

## Cuộc đời
Tô Du quê ở huyện Vũ Công, quận Phù Phong, Ung Châu, là con trai thứ hai của trọng thần Tô Tắc.
Năm 223, Tô Tắc chết, anh trai Tô Di tập tước. Không lâu sau, Tô Di chết, không có con nối dõi, nên Tô Du được tập tước Đô đình hầu, thực ấp 300 hộ. Khoảng 264–265, Tô Du làm quan cho nhà Ngụy đến chức Thượng thư.
Năm 265, nhà Tấn thành lập, Tô Du giữ chức Thái thường, sau chuyển chức Quang lộc đại phu.
Năm 270, Thốc Phát Thụ Cơ Năng thống lĩnh các bộ tộc Tiên Ti chống lại nhà Tấn. Tháng 6, Thứ sử Tần Châu Hồ Liệt bị Thụ Cơ Năng đánh bại, giết chết ở đồi Vạn Hộc. Năm sau, Thứ sử Lương Châu Khiên Hoằng bị giết ở núi Thanh Sơn. Tô Du giữ chức Thứ sử Lương Châu, cũng bị Thụ Cơ Năng đánh bại ở Kim Sơn. Theo Tống thư, Tô Du tử trận sau Hồ Liệt.

## Gia đình
Con cái:
- Tô Thiệu (蘇紹), tự Thế Tự (世嗣), con trai trưởng, văn nhân nổi danh đương thời. Thường qua lại chỗ em rể Thạch Sùng, để lại một số văn thơ trong Kim Cốc tập.[2]
- Tô Thận (蘇慎), con trai thứ, quan đến Tả Vệ tướng quân.
- Tô thị (蘇氏), con gái, gả cho Thạch Sùng, bị tru di cùng với Sùng.

## Trong văn hóa
Tô Du không xuất hiện trong tiểu thuyết Tam quốc diễn nghĩa của La Quán Trung.